# Arijanet Murić
Arijanet Anan Muric, född 7 november 1998 i Schlieren i Schweiz, är en schweizisk-montenegrinsk-kosovansk fotbollsmålvakt som spelar för Burnley. Han representerar det kosovanska landslaget sedan 2018.

## Karriär
Den 9 juli 2019 lånades Murić ut till Nottingham Forest på ett låneavtal över säsongen 2019/2020.
Den 18 september 2020 lånades Murić ut till Girona FC på ett låneavtal som sträcker sig över säsongen 2020/21. Den 5 augusti 2021 lånades Murić ut till turkiska Adana Demirspor på ett säsongslån.
Den 22 juli 2022 värvades Murić av Burnley, där han skrev på ett fyraårskontrakt.